# Echium salmanticum
Echium salmanticum är en strävbladig växtart som beskrevs av Mariano Lagasca y Segura. Echium salmanticum ingår i släktet snokörter, och familjen strävbladiga växter. Inga underarter finns listade i Catalogue of Life.